# No andaba muerto, estaba de parranda
No andaba muerto, estaba de parranda es una película cómica colombiana dirigida por Fernando Ayllón. Estrenada en las salas de cine colombianas el 2 de enero de 2020, fue protagonizada por Ricardo Quevedo, Liss Pereira, Nelson Polanía, Brian Moreno, Ana Cristina Botero, Shirley Marulanda, Marianne Schaller y José Ordoñez.

## Sinopsis
Juan Pablo es un hombre de mediana edad que se entera de una triste noticia: le quedan seis semanas de vida. Decidido a vivir sus últimos instantes por lo alto, estafa a una peligrosa red de lavado de dinero y escapa con su mejor amigo a Europa, sin saber que es perseguido hasta allí por un despiadado sicario. Sin embargo, con el paso de los días, la salud de Juan Pablo no se quebranta y el sicario lo busca al hotel y empieza una pelea entre el sicario y los dos amigos Juan Pablo  le da un disparo, por lo que deberá regresar a Colombia y tratar de fingir su muerte. Donde le dicen que Mónica trabaja para Lucy pero realmente trabaja para la policía.

## Reparto
- Ricardo Quevedo es Juan Pablo.
- Liss Pereira es Mónica.
- Nelson Polanía es Javier.
- Brian Moreno es Rubén.
- Ana Cristina Botero es lucy.
- Shirley Marulanda es Griselda.
- José Ordoñez es Venancio.
- Marianne Schaller es Patricia (Putricia).

## Recepción
La página especializada Filmaffinity le otorgó 3.1 sobre 10 puntos posibles. Rotten Tomatoes no obtuvo suficientes críticas para emitir una calificación y Los interrogantes le otorgó un 4.8 sobre 10. Según la web Movie Nation: "La producción tomó dinero de Netflix y voló a varias ciudades, no encontrando virtualmente nada gracioso qué hacer con él".